# House Of Sand
House Of Sand (Lit. "Casa de arena") es una de las canciones que componen el álbum de película Paradise Hawaiian Style de Elvis Presley editado por RCA en 1966.  La canción fue escrita por los compositores Bill Giant, Bernie Baum y Florence Kaye.  Se trata de un tema de estilo surf rock. Por otro lado House Of Sand fue editado como Extended Play con otras de las canciones que formaban parte de la banda sonora de la película como Scratch My Back, Drums Of The Islands y Stop Where You Are.

## Grabación
Elvis viajó hacia Los Angeles y en los estudios Paramount le asignaron el camerino de Tony Curtis. Luego grabó la voz de la canción House Of Sand el día 3 de agosto de 1965, sobre las pistas que ya habían registrado previamente los músicos de las sesiones en Radio Recorders de Hollywood, California, algunos días antes, el 26 de Julio.  Elvis había tenido algunos inconvenientes de salud en ese momento y prefirió retrasar su ingreso a los estudios casi un mes. Había subido algunos kilogramos y debía prepararse físicamente para  comenzar a filmar la película para la cual iba a grabar las canciones, por lo cual tras finalizar su trabajo en el estudio de Hollywood, voló a Hawaii junto a varios miembros del staff el día 5 de ese mismo mes para comenzar a filmar.  No obstante, el exceso de peso de Elvis continuó hasta que ante el compromiso de una nueva filmación, en este caso Clambake hizo que los productores le pidieran bajar el exceso. 

### Músicos de la sesión
Durante la sesión de grabación del día 26 de Julio participaron los guitarristas Barney Kessel, Scotty Moore (quien había acompañado a Elvis desde el comienzo de su carrera en los estudios Sun Records de Memphis) y Charlie McCoy, los bajistas Ray Siegel y Keith Mitchell, los bateristas D. J. Fontana, Hal Blaine, Milton Holland y Victor Feldman,  mientras que los coros estuvieron a cargo de los grupos vocales The Jordanaires y The Mello Men. 

## Letra
A pesar de que la canción pareciera tener cierto matiz infantil, la idea de una casa de arena es meramente metafórica y alude a lo efímera que pueden resultar ser las cosas cuando no se pone un verdadero sentimiento en lo que se hace y si no existe una base sólida o profunda que valide lo que la persona construye en su vida. La poesía refleja que sin dignidad, aún levantando un castillo este será tan frágil como una casa de arena que se caerá ant un mero descuido.  
Oh you can take a whole lot of sand
And build a castle on the beach
And though you mold it and you plan
Still you got nothing in your reach
One little slip and it tumbles down
One wrong step and it crumbles all around
Like a house without love, that's sure to fall apart
A house of sand is an empty work of art

## Ediciones
- Paradise Hawaiian Style (álbum)
- Scratch My Back (EP) [3]
- Frankie And Johnny / Paradise, Hawaiian Style [12][9]